# Nothing Breaks Like a Heart
Nothing Breaks Like a Heart est une chanson du musicien britannique Mark Ronson mettant en vedette la chanteuse américaine Miley Cyrus, publiée le 29 novembre 2018 par RCA Records, single du cinquième album studio de Ronson, Late Night Feelings (2019).

## Contexte et Promotion
Ronson et Cyrus auraient écrit le morceau en mai 2018, indiquant sur les réseaux sociaux qu'ils travaillaient ensemble en studio . En juin 2018, Ronson déclare que la chanson "arrive bientôt" . Bien que les rumeurs l'aient prédit, le titre de la chanson avait ensuite été confirmé sur la liste du site Web de la BBC pour The Graham Norton Show . Le single est annoncé le 25 novembre 2018 via les réseaux sociaux de Ronson. Le lendemain, Cyrus  annonce le single, mettant ainsi fin à sa coupure de quatre mois sur les réseaux sociaux.

## Performance
Le morceau est diffusé pour la première fois au Graham Norton Show le 7 décembre 2018. Ronson et Cyrus ont également joué le morceau sur Live Lounge le 13 décembre 2018 et Saturday Night Live le 15 décembre. Le 28 janvier 2019, ils ont joué au Ellen DeGeneres Show. 

## Ventes
Aux États-Unis, "Nothing Breaks Like a Heart" fait ses débuts au numéro 67 du Billboard Hot 100, devenant la 46ème de Cyrus et la troisième entrée de Ronson sur le graphique. Au Royaume-Uni, le single fait ses débuts au numéro 10 du UK Singles Chart, ce qui en fait la cinquième chanson de Cyrus et la sixième chanson du top 10 de Ronson. La chanson a finalement culminé au numéro deux en janvier 2019. 

## Clip vidéo
Cyrus dévoile pour la première fois le clip vidéo de "Nothing Breaks Like a Heart" sur Twitter et Instagram le 26 novembre 2018. La vidéo est tournée en octobre 2018 à Kiev, en Ukraine, avec des scènes se déroulant sur le nouveau pont Darnytskyi. La première a lieu le 29 novembre 2018. Une vidéo verticale de la chanson est publiée le lendemain, exclusivement sur Spotify. Le 9 janvier 2019, la vidéo verticale est mise en ligne sur la chaîne YouTube officielle de Cyrus. 
En France, les chaînes musicales diffusent le clip mais floutent les scènes de strip-tease ainsi la scène où sont visibles les fesses de Miley Cyrus. Par ailleurs, les chaînes  MCM et MCM Top le diffusent avec la signalétique "déconseillé aux moins de 10 ans".

## Listes des Pistes
- Téléchargement numérique

1. "Nothing Breaks Like a Heart" – 3:30

- Téléchargement numérique

1. "Nothing Breaks Like a Heart" (Version Acoustique) – 3:40

- Téléchargement numérique

1. "Nothing Breaks Like a Heart" (Boston Bun Remix) – 3:40

- Téléchargement numérique

1. "Nothing Breaks Like a Heart" (Dimitri from Paris Remix) – 3:32

- Téléchargement numérique

1. "Nothing Breaks Like Heart" (Martin Solveig Remix) - 4:12

- Téléchargement numérique

1. "Nothing Breaks Like Heart" (Don Diablo Remix) - 3:38

## Classements
| Classement (2018-19)                    | Meilleure position |
| --------------------------------------- | ------------------ |
| Allemagne (Media Control AG)            | 16                 |
| Australie (ARIA)                        | 6                  |
| Autriche (Ö3 Austria Top 40)            | 20                 |
| Belgique (Flandre Ultratop 50 Singles)  | 2                  |
| Belgique (Wallonie Ultratop 50 Singles) | 3                  |
| Danemark (Tracklisten)                  | 12                 |
| Espagne (PROMUSICAE)                    | 49                 |
| États-Unis (Hot 100)                    | 43                 |
| États-Unis (Adult Contemporary)         | 26                 |
| États-Unis (Adult Pop Songs)            | 19                 |
| États-Unis (Dance Club Songs)           | 1                  |
| États-Unis (Pop Airplay)                | 16                 |
| Finlande (Suomen virallinen lista)      | 10                 |
| France (SNEP)                           | 29                 |
| France (SNEP Ventes)                    | 8                  |
| Italie (FIMI)                           | 33                 |
| Norvège (VG-lista)                      | 19                 |
| Nouvelle-Zélande (RMNZ)                 | 11                 |
| Pays-Bas (Nederlandse Top 40)           | 22                 |
| Royaume-Uni (UK Singles Chart)          | 2                  |
| Suède (Sverigetopplistan)               | 16                 |
| Suisse (Schweizer Hitparade)            | 10                 |